# Sułów (Zamość)
Pour les articles homonymes, voir Sułów.
Sułów (prononciation [ˈsuwuf]) est un village de la gmina de Sułów, du powiat de Zamość, dans la voïvodie de Lublin, situé dans l'est de la Pologne.
Il est le siège administratif (chef-lieu) de la gmina rurale de Sułów.
Sułów se situe à environ 23 kilomètres à l'ouest de Zamość (siège du powiat) et 60 kilomètres au sud-est de Lublin (capitale de la voïvodie).
Sa population s'élève approximativement à 460 habitants.

## Administration
De 1975 à 1998, le village est attaché administrativement à l'ancienne voïvodie de Zamość.

Depuis 1999, il fait partie de la nouvelle voïvodie de Lublin.